# Іскра (Юр'янський район)
І́скра (рос. Искра) — присілок у складі Юр'янського району Кіровської області, Росія. Входить до складу Гірсовського сільського поселення.
Населення становить 14 осіб (2010, 4 у 2002).
Національний склад станом на 2002 рік — росіяни 100 %.